# Baltazar Dankwart
Baltazar Dankwart I (lub Danquart) (zm. ok. 1622 lub ok. 1651) – senior rodu lutników, działał w Wilnie.
Jan Dankwart, przypuszczalnie syn Baltazara I, działał w Warszawie.
Baltazar Dankwart II, przypuszczalnie syn Jana, 1620-1682, działał w Wilnie. Historycy lutnictwa ze względu na niedostatek dokumentów o osobach Dankwartów opierają się na badaniu ocalałych instrumentów.
Zachowały się nieliczne instrumenty obu Baltazarów w zbiorach Muzeum Instrumentów Muzycznych w Poznaniu. Skrzypce Baltazara Dankwarta I przypominają budową skrzypce Marcina Groblicza. We wnętrzu skrzypiec zachowała się sygnatura:

Baltazar Dan Kwart

 we Wilnie Anno 1602

 Jego Król: Mości Sługa

Pod względem walorów dźwiękowych skrzypce z 1602 roku nie ustępują instrumentom wybitnych mistrzów włoskich.